# Schoenus latitans
Schoenus latitans är en halvgräsart som beskrevs av Stanley Thatcher Blake. Schoenus latitans ingår i släktet axagssläktet, och familjen halvgräs. Inga underarter finns listade i Catalogue of Life.